# Elinand von Tiberias
Elinand von Tiberias (auch Elinard, lat. Helinandus Tyberiadensis, * im 11. oder 12. Jahrhundert; † nach August 1148) war Fürst von Galiläa.

## Leben
Laut Hans Eberhard Mayer wurde nach dem Tod König Fulkos 1143 Wilhelms von Bures als Fürst von Galiläa von Königin Melisende abgesetzt und Elinand an dessen Stelle eingesetzt. Demnach war Elinand, anders als in älterer Literatur vermutet, kein Neffe Wilhelms und der entsprechend in älterer Literatur verwendete Familienname von Bures für Elinand unrichtig. Stattdessen könnte er vielleicht mit Walter von Saint-Omer verwandt gewesen sein.
Ende 1144 führte er zusammen mit Manasses von Hierges und Philipp von Nablus ein Heer zum Entsatz des belagerten Edessa, die Stadt war aber bereits an Zengi gefallen als er eintraf. Als Reaktion auf den Fall Edessas traf 1148 der Zweite Kreuzzug im Heiligen Land ein. Elinand war im Juni 1148 als Vertreter seines Fürstentums beim Konzil von Akkon anwesend, bei dem die Belagerung von Damaskus beschlossen wurde, die kläglich scheiterte und woraufhin der Kreuzzug abgebrochen wurde.
Sein genaues Todesdatum ist nicht überliefert – er starb vermutlich kurz nach dem Scheitern der Belagerung von Damaskus im August 1148. Im Fürstentum folgte ihm spätestens 1152 Simon von Bures, der Neffe seines Vorgängers Wilhelm, bis dieser 1153 nach dem Tod der Königin Melisende aus dem Exil zurückkehren konnte.
Elinand war wahrscheinlich mit Ermengarde († 1160/67), einer Tochter des Barisan von Ibelin verheiratet.